# 短臂短鮣
短臂短鮣（学名：Remora brachyptera），又名黑短印魚，为鮣科短鮣属的鱼类，俗名小臂短鮣。分布于太平洋、印度洋和大西洋各温带、热带海区以及南海诸岛、海南岛、台湾等海域等，常吸附食害剑鱼及一种矛尾石斑鱼。